# Kari Peters
Pour les articles homonymes, voir Peters.
Kari Peters est un fondeur luxembourgeois.

## Biographie
Il est né le 17 novembre 1985 à Dudelange au Luxembourg. Il participe dans des compétitions internationales de sprint et de distance.
Sa première participation aux Championnats du monde juniors s'est déroulée en 2005 à Rovaniemi. Dans les années suivantes, Peters devient multiple champion luxembourgeois et participe à de différentes coupes d'Europe. Son début international chez les seniors, Peters le fête aux Championnats du monde à Sapporo au Japon. Mi-mars 2007, il prend le départ aux Championnats du monde espoirs à Tarvisio.
L'année suivante Peters entre dans l'unité de sportifs d'élite de l'armée luxembourgeoise. En 2009, il participe une deuxième fois aux Championnats du monde de ski nordique à Liberec. En Tchécquie, il prend le départ aux 10 km classique et au sprint en skating.
Lors de la saison 2009-2010, Kari participe pour la première fois à la Coupe du monde avec les départs aux sprints de Düsseldorf et Davos. Son meilleur résultat est depuis obtenu en janvier 2014 à Szklarska Poręba sur le sprint (59e).
En 2014, grâce à un quart de finale en Coupe OPA (Coupe d'Europe) à St. Ulrich, il se qualifie pour ses premiers Jeux olympiques d'hiver, où il se classe 78e du sprint. Il court ensuite les Championnats du monde en 2015, malgré des problèmes liés au sur-entraînement en début d'hiver, en 2019 et en 2021.